# Амар II
Амар II ульд Алі (араб. أأعمر ولد إعل شنظورة; нар. 1695 — 1757) — 5-й емір Трарзи в 1727—1757 роках.

## Життєпис
Походив з арабської династії ульд-ахмед ібн даман. Старший син еміра Алі I, після смерті якого 1727 року посів трон. З самого початку стикнувся з повстання арабського клану ульд-даман, шейхи якого були близькими родичами правлячої династії.
Боротьба з ульд-даман мала запеклий характер. Вона тривала увесь час панування Амара II. Після перших успіхів він зазнав поразки на сході держави, внаслідок чого вимушен був перенести столицю на південь, до Агуенни аль-Хот. В низки битв загинули його троюрідні брати Алі ібн Шаркі та Амар ібн Алі. За словами Ібн Халдуна у цій війні «загинуло більше людей, ніж днів на рік».
Згодом зумів на деякий час приборкати ульд-даман. Це дозволило емірові розширити володіння на північ та захід, скориставшись внутрішньою кризою в султанаті Марокко. Володіння його охоплювали східні та південні області сучасного Західної Сахари. Після цих успіхів прийняв титул імама, сподіваючись цим об'єднати знать навколо себе. Водночас починає систематичні напади на південну державу Ваало.
1733 року поновив через Порт Адді (Портендік) торгівлю з британцями (насамперед гуаміарабіком, бурштином і пір'ям страусів), намагаючись подолати французьку монополію. У 1740 року французи змусили британських торгівців залишити Порт Адді.
1757 року надав військову допомогу Меїсса Біге, що відновився на троні держави Кайор. Втім невдовзі зазнав нападу ульд-дамана, загинув разом з 20 вояками, стриєчними братами Адді ібн Сієдом і Джиїдом ібн аль-Амджедом. Був похований в Агдерніті. Йому спадкував старший син Мухтар I.